# Adolphe Tonduz
Adolphe Tonduz (* 18. September 1862 in Pully; † 20. Dezember 1921 in Guatemala) war ein Schweizer Botaniker. Er war ein Pionier der Erforschung der Flora von Costa Rica und Guatemala. Sein offizielles botanisches Autorenkürzel lautet „Tonduz“.

## Leben
Tonduz studierte an der Universität Lausanne ohne Abschluss, war Assistent von Jean Balthasar Schnetzler und war 1885 bis 1887 Präparator am Naturgeschichtsmuseum und Botanischen Kabinett in Lausanne. 1889 ging er auf Einladung von Henri Pittier nach Costa Rica, wo er die Abteilung Botanik am nationalen Institut für Physische Geographie und das nationale Herbarium aufbaute. Er befasste sich mit Pflanzenkrankheiten und arbeitete ab 1905 für die United Fruit Company in San José, bevor er wieder an das Nationalherbarium zurückkehrte. 1921 ging er nach Guatemala und leitete die Abteilung Pflanzenkrankheiten bei der Landwirtschaftsbehörde.
Ausser in Costa Rica sind Teile seines Herbariums am Botanischen Garten in Brüssel, dessen Direktor Théophile Durand (1855–1912) ein Freund Henri Pittiers war.
Nach ihm sind zahlreiche (rund 300) Pflanzenarten benannt.

## Schriften
- mit Henri Pittier: Primitae Florae Costaricensis, Bulletin de l’Herbier Boissier
- mit Henri Pittier: Herborisations au Costa Rica, Bulletin de l’Herbier Boissier, Band 3, 1895